# Amata velatipennis
Amata velatipennis là một loài bướm đêm thuộc phân họ Arctiinae, họ Erebidae.